# Naturpark Föhrenberge

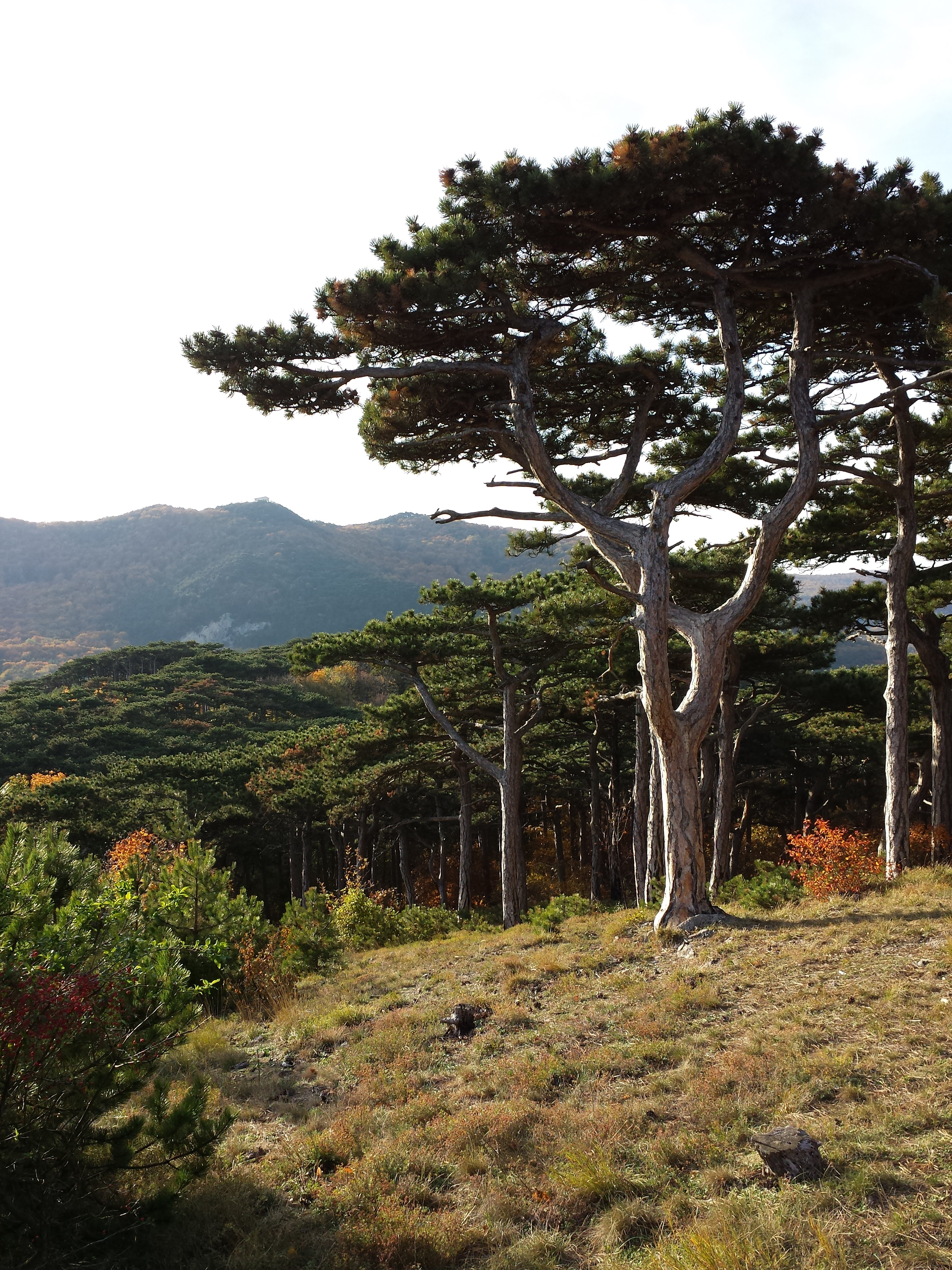
Blick vom Frauenstein auf den Husarentempel. Im Vordergrund die namensgebenden Schwarz-Föhren.

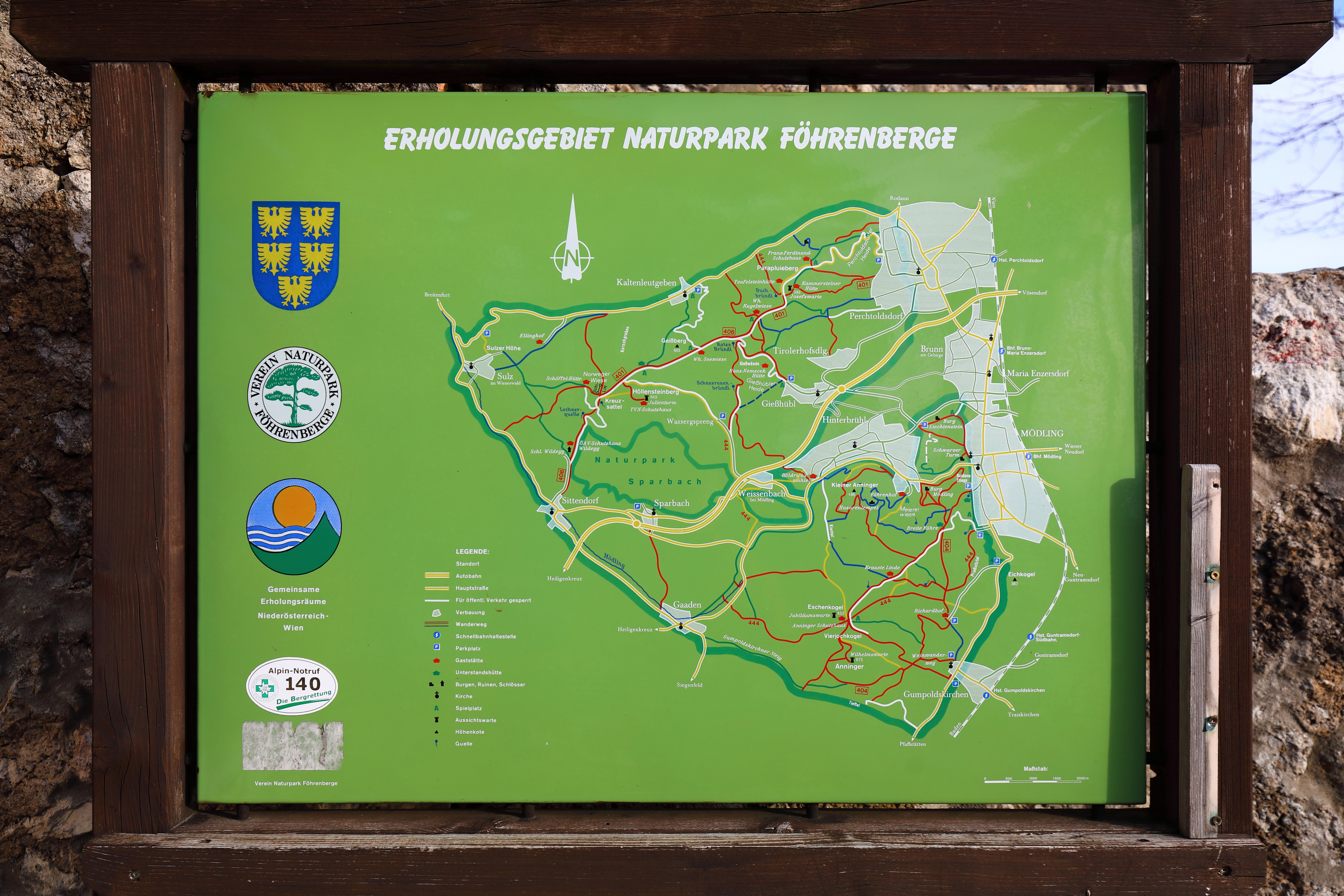
Infotafel über das Erholungsgebiet Naturpark Föhrenberge (lesbar)

Der Naturpark Föhrenberge liegt am östlichen Rand des Wienerwaldes in dessen kalkalpinen Gebiet in Niederösterreich. Er zählt zu den Naherholungsgebieten von Wien. Der 6.500 ha große Naturpark reicht von Perchtoldsdorf im Norden bis Gumpoldskirchen. Dazwischen liegen die Gemeindegebiete von Gießhübl, Maria Enzersdorf, Mödling, Hinterbrühl und Gaaden. Seine Föhren und Gestaltung verdankt der Park seinem Ursprung unter Johann I. Fürst von Liechtenstein Anfang des 19. Jahrhunderts als erster österreichischer englischer Garten, dem Landschaftspark der Burg Liechtenstein oder auch „unterösterreichische Schweiz“ genannt. Der Naturpark war und ist frei zugänglich.

## Natürliche Sehenswürdigkeiten
Der Name des Naturparks rührt von den vielen Österreichischen Schwarz-Föhren – auf wienerisch auch Parapluiebäume und in Niederösterreich als Schirmföhren bezeichnet –, die auf dem Kalksteinboden wachsen. Die höchste Erhebung ist der große Anninger, sein nordöstlicher Ausläufer ist der archäologisch interessante Jennyberg. Das Gebiet liegt an der Grenze der pannonischen Florenprovinz und der alpinen Florenunterregion am Randabbruch des Wiener Beckens. Botanische Raritäten der Föhrenwälder sind die Mödlinger Feder-Nelke und das Karpaten-Felsenblümchen. Die im pannonischen Gebiet zerstreut auftretende Baden-Rispe (Poa badensis) wurde nach der Stadt Baden benannt.
Im Naturpark befindet sich die Perchtoldsdorfer Heide, wo Europäische Ziesel, die auf der roten Liste als besonders schützenswert stehen, beheimatet sind. Die Heide ist ein Trockenrasen und gehört damit zu einer ganzen Serie von trocken-warmen (xerothermen) Biotopen am Rande des Wiener Beckens, wie dem Steinfeld, Heferlberg, Mödlinger Eichkogel, Himmelwiese, Nasenweg, Bisamberg und den Alten Schanzen. Die Perchtoldsdorfer Heide beherbergt eine botanische Rarität: den Österreichischen Drachenkopf, eine typische Steppenrasenpflanze mit sehr disjunkter Verbreitung.

## Errichtete Sehenswürdigkeiten
Im Naturpark stehen historische Gebäude wie die Ruine der Burg Mödling, der Husarentempel oder die Burg Liechtenstein. Gleich oberhalb der Pfarrkirche Kaltenleutgeben befindet sich die Rebeccaquelle, welche zwischen 1865 und 1938 das Heilbad in Kaltenleutgeben mit Wasser versorgte. Drei bis heute öffentlich zugängliche Aussichtswarten wurden bereits vor 1900 errichtet: die Wilhelmswarte auf dem höchsten Punkt des Anningers, die Kaiser-Jubiläumswarte (1898) auf dem Eschenkogel unweit des Anningers sowie die am 29. Juni 1881 eröffnete Josefswarte auf dem Hinteren Föhrenberg.

## Bildergalerie

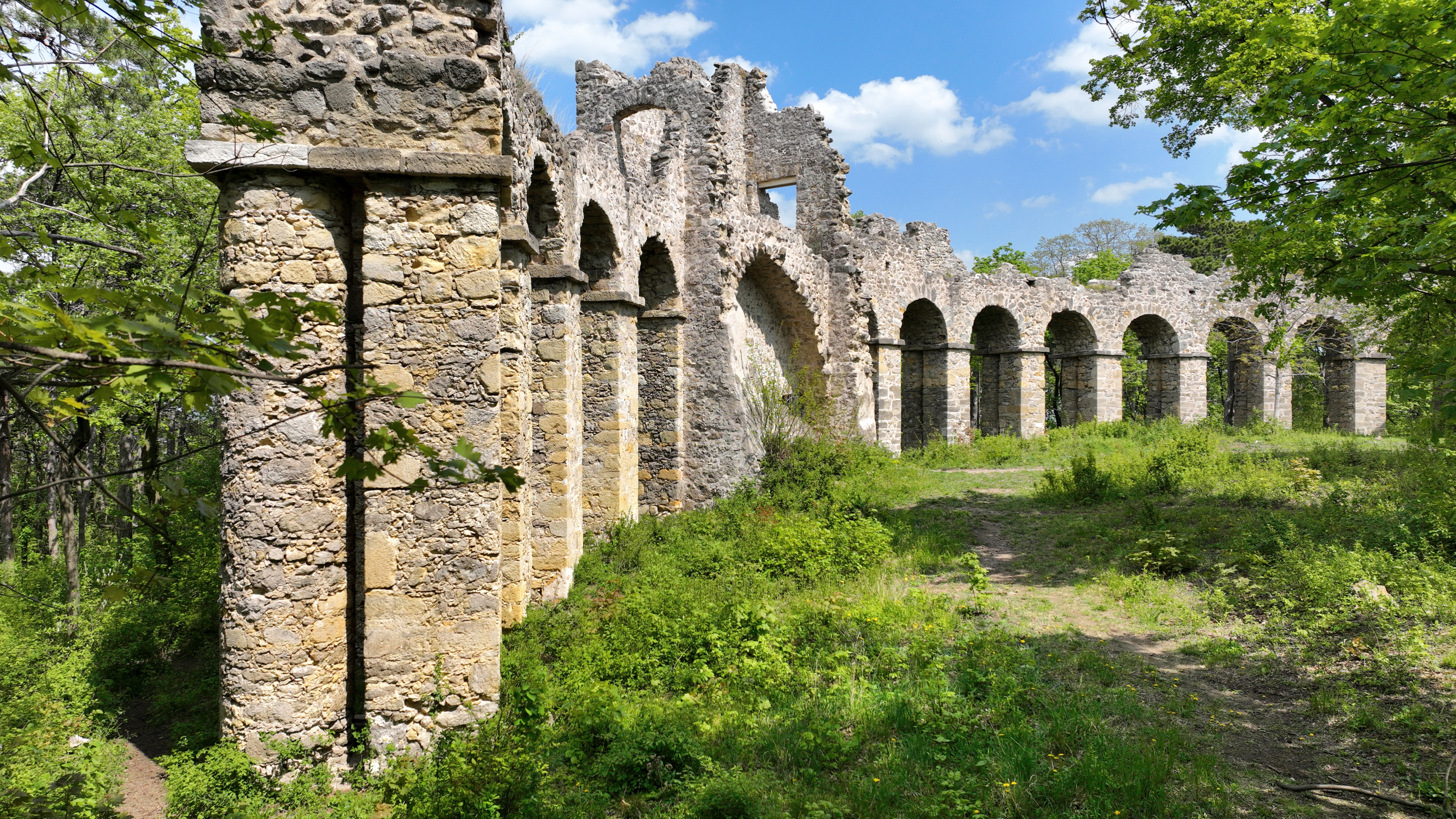
Das „Amphitheater“, eine künstliche Ruine auf dem Kalenderberg
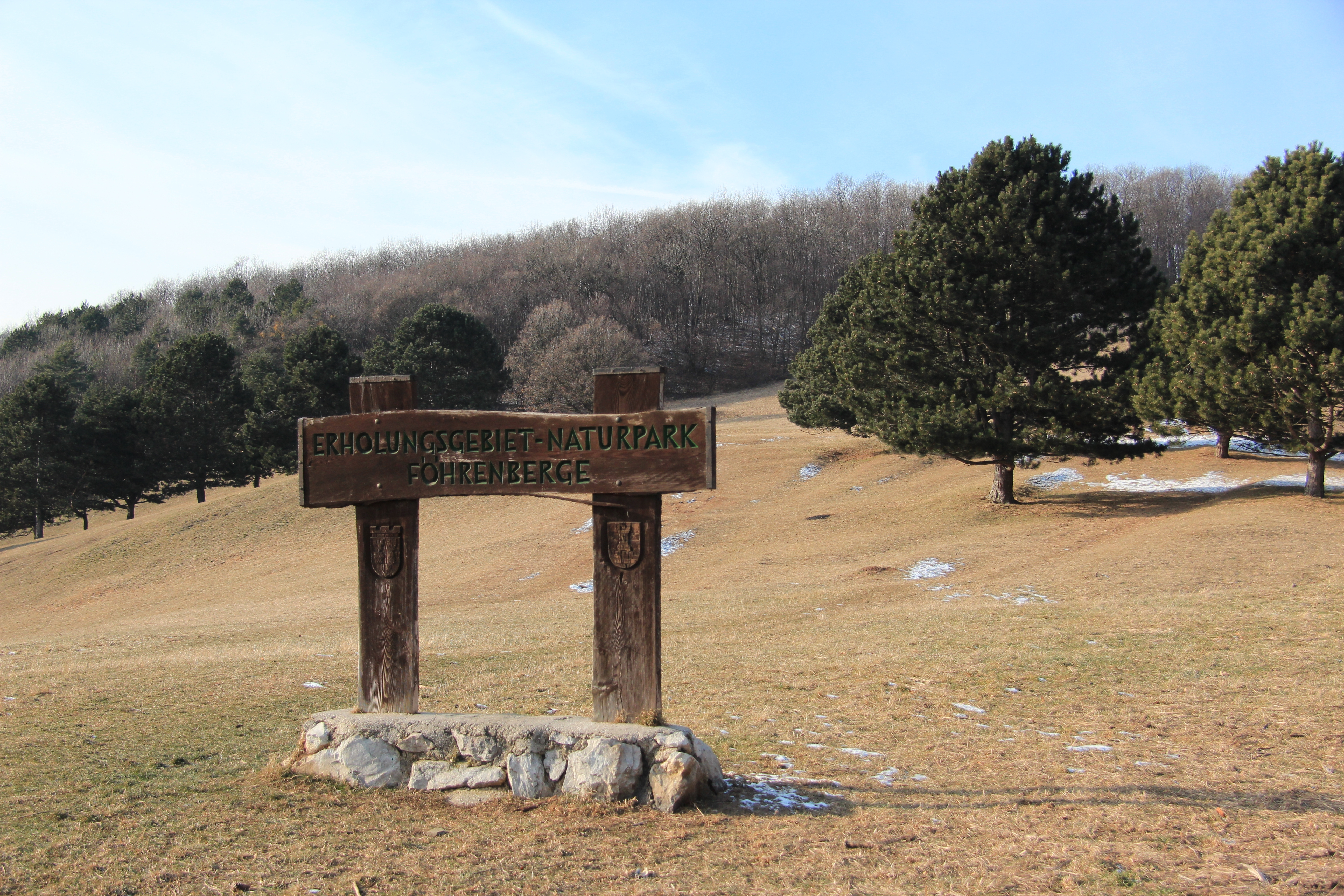
Zugang bei der Kuhheide in Gießhübl
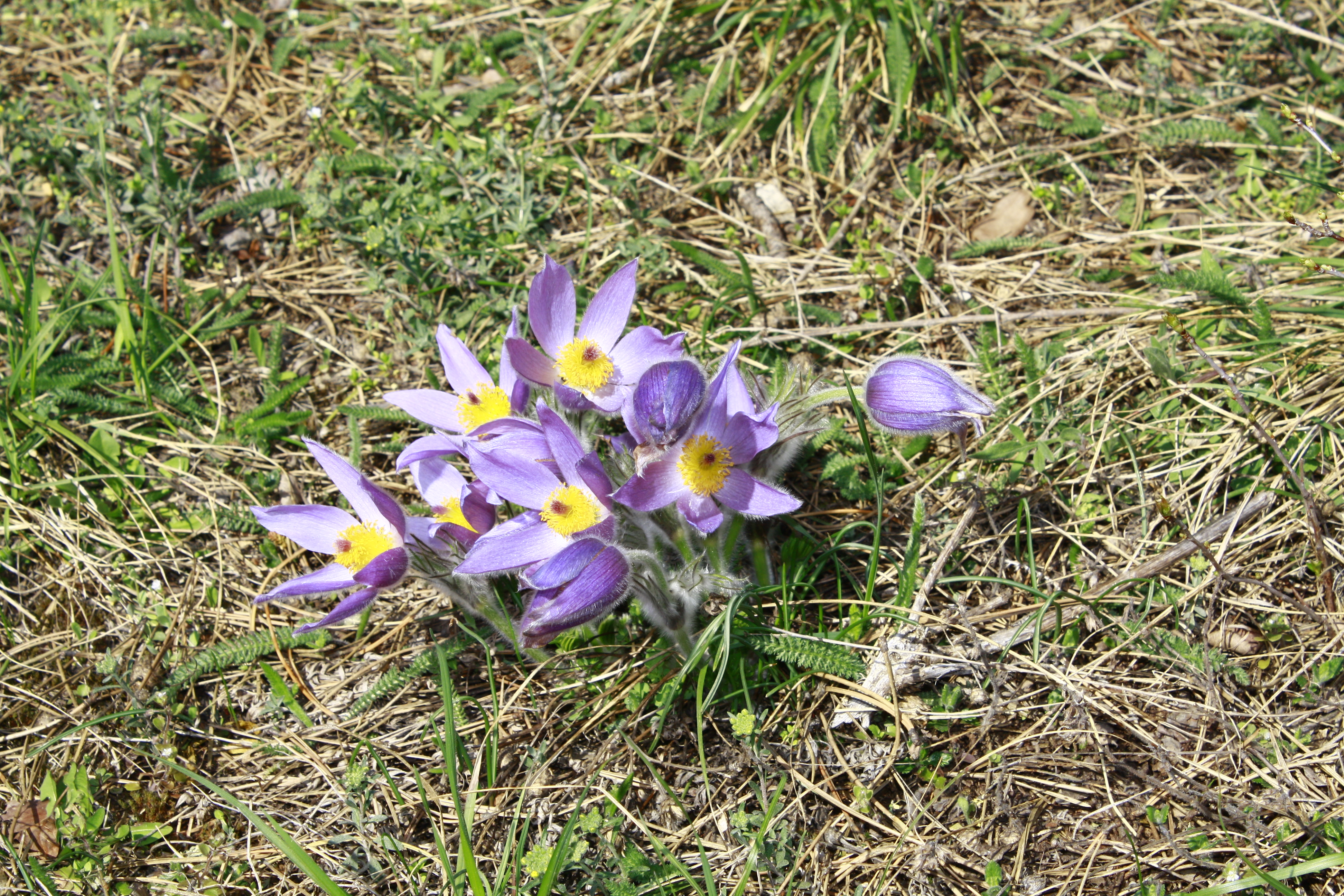
Große Kuhschellen
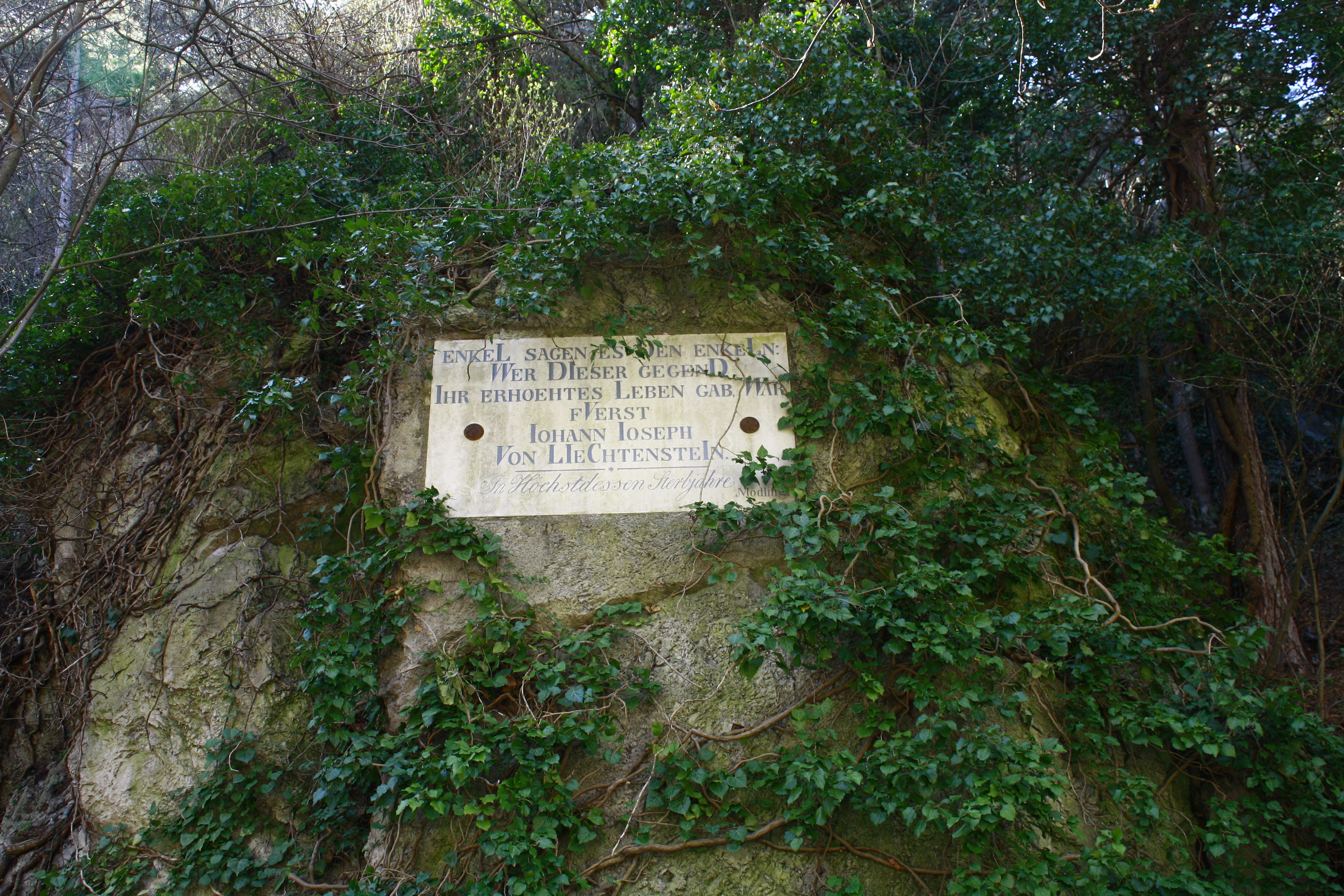
Gedenktafel an Johann Fürst von Liechtenstein, auf den viele Sehenswürdigkeiten des Parkes zurückgehen